# Vox in Rama
Pour les articles homonymes, voir Rama.
Vox in Rama est une bulle pontificale fulminée par le pape Grégoire IX en plusieurs exemplaires du 11 au 13 juin 1233. C'est le premier texte ecclésiastique officiel qui affirme la réalité de cérémonies maléfiques secrètes organisées par des hérétiques avec la participation du Diable. L'idée sera abondamment reprise au cours des chasses aux sorcières.

## Destinataires et contenu
Les premiers mots, « une voix à Ramah », sont tirés de Jérémie (31:15) et de l’Évangile de Matthieu (2, 18).
La lettre est adressée à l'archevêque de Mayence Siegfried III von Eppstein, à l'évêque de Hildesheim Konrad II de Riesenberg (de) et à l'inquisiteur Conrad de Marbourg. 

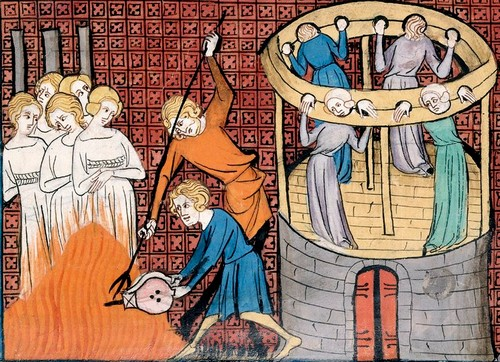
Mise au pilori et exécution par le feu de sorcières et de sorciers (XIVe siècle)

Selon la lettre, les hérétiques se livreraient à des orgies diaboliques. « "Quand un novice à initier est présenté devant l’assemblée des mauvais pour la première fois", dit le texte, "une sorte de grenouille lui apparaît ; un crapaud, selon certains. Il en est qui lui font un baiser sur le derrière, d’autres sur la bouche, en lui suçant la langue et en absorbant sa bave. Parfois le crapaud est de taille normale, mais en d’autres occasions il est aussi gros qu’une perdrix ou un canard. Le novice s’avance et se tient devant un homme à la pâleur effrayante. Les yeux de ce dernier sont noirs, son corps si fin et si émacié qu’il ne semble pas avoir de chair, seulement la peau et les os. Le novice l’embrasse ; l’homme est froid comme la glace. Après ce baiser, tout résidu de foi catholique demeuré dans le cœur du novice disparaît". Le texte poursuit en décrivant la façon dont le banquet qui suivait était présidé par un chat noir "aussi gros qu’un chien de taille moyenne", dont l’anus était embrassé par tous les présents, chacun à son tour, en commençant par le nouvel initié. Puis les lumières étaient éteintes et une orgie s’ensuivait : "Alors la silhouette d’un homme émerge d’un coin sombre. La partie supérieure de son corps, à partir des hanches, brille de façon aussi éclatante que le soleil. En dessous, sa peau est épaisse et couverte de fourrure comme celle d’un chat. L’hérétique qui préside lui présente un morceau de l’habit du novice en lui disant : 'Maître, on m’a donné cela, et à mon tour je vous le donne'. Ces gens se disent les dévots de Lucifer, dont ils prétendent qu’il a temporairement été chassé du paradis et y retournera" ».
Selon Robert I. Moore, « en tant que premier document officiel, tous types confondus — a fortiori première lettre pontificale — à reprendre et admettre comme des faits l’invocation du démon Lucifer, son apparition et sa participation à des actes sexuels lors des assemblées secrètes, Vox in Rama marque la réception dans la haute culture de la croyance à la réalité de telles pratiques et phénomènes. Sa funeste influence allait persister pendant un demi-millénaire. »

## Texte latin
« Vox in Rama audita est, ploratus multus et ulutatus, Rachel plorat, videlicet pia mater Ecclesia filios quos diabolus mactat et perdit, et quasi consolationem non recipit, quia filii, more vipere matris viscera lacerantes, ipsam interimere moliuntur. Nam multitudo dolorum urgentium, quibus ut parturiens mater ipsa circumdatur, vociferari eam et dicere : « Ventrem meum doleo, ventrem meum doleo », cum propheta compellit. Cum enim omnis creatura usque adhuc ingemiscat secundum apostolum et parturiat, genitricis Ecclesie sacer uterus viscerum suorum dolore turbatur, que fere singularis morsibus discerpuntur. Ille siquidem coluber tortuosus, quem obstetricante manu Domini de cavernis propriis, carnalibus scilicet hominum cordibus, eductum legimus, qui contra eos pugnat extrinsecus, in quibus intrinsecus iam non regnat et quorum dominium intus perdidit, bella molitur foras, novam persecutionem Ecclesie, sponse Christi, immo verius sponso Christo, per ministros suos operarios iniquitatis instaurat. Ipse enim, qui a principio in veritate non stetit set mutare nititur in mendacium veritatem, ut latius sue fraudis virus effundat, perdere pregnantes animas elaborat, ne fetus fidei, quem ex amore divino conceperant, ad partum valeant consumati operis pervenire.
Unde nos, qui curam tenemur sue fecunditatis habere, quasi secantis perfidie mucrone conscindimur, dum in suis visceribus hereticorum scindentium eius uterum venenatis sagittis novi erroris et confusionis appetimur inaudite. Totus namque in amaritudine funditur spiritus, effusum est in terra iecur nostrum, turbata est anima nostra valde ac impletus doloribus venter noster, defecerunt pre lacrimis oculi nostri et super tam nefandis abominationibus contremuerunt renes, omnia viscera sunt commota, reprimere lacrimas et continere suspiria non valemus. Sicut enim littere vestre grandi merore plene et immenso dolore non vacue nobis exhibite continebant, inter diversas heresum species que peccatis exigentibus Alemanniam infecerunt, una, sicut detestabilior ceteris sic et generalior universis, que non solum referentibus sed etiam audientibus est horrori, in nobilibus membris Ecclesie ac valde potentibus iam erupit. Hec enim omni est dissona rationi, omni pietati contraria, omni cordi odibilis, celestium omnium et terrestrium inimica, contra quam non solum homines ratione utentes verum etiam ratione carentia, cum hec pestis eorum excedat insaniam, immo ipsa etiam elementa debent insurgere et armari.
Huius pestis initia talia perferuntur. Nam dum novitius in ea quisquam recipitur et perditorum primitus scholas intrat, apparet ei species quedam rane, quam « bufonem » consueverunt aliqui nominare. Hanc quidam a posterioribus et quidam in ore damnabiliter osculantes, linguam bestie intra ora sua recipiunt et salivam. Hec apparet interdum indebita quantitate, et quandoque in modum anseris vel anatis, plerumque furni etiam quantitatem assumit. Demum novitio procedenti occurrit miri palloris homo, nigerrimos habens oculos, adeo extenuatus et macer quod consumptis carnibus sola cutis relicta videtur ossibus superducta ; hunc novitius osculatur et sentit frigidum sicut glaciem, et post osculum catholice memoria fidei de ipsius corde totaliter evanescit. Ad convivium postmodum discumbentibus et surgentibus completo ipso convivio, per quandam statuam, que in scholis huiusmodi esse solet, descendit retrorsum ad modum canis mediocris gattus niger retorta cauda, quem a posterioribus primo novitius, post magister, deinde singuli per ordinem osculantur, qui tamen digni sunt et perfecti ; imperfecti vero, qui se dignos non reputant, pacem recipiunt a magistro, et tunc, singulis per loca sua positis dictisque quibusdam carminibus, ac versus gattum capitibus inclinatis, « Parce nobis » dicit magister, et proximo cuique hoc precipit, respondente tertio ac dicente : « Scimus magister » ; quartus ait : « Et nos obedire debemus » ; et, his ita peractis, extinguuntur candele et proceditur ad fetidissimum opus luxurie, nulla discretione habita inter extraneas et propinquas. Quod si forte virilis sexus supersunt aliqui ultra numerum mulierum, traditi in passiones ignominie, in desideriis suis invicem exardentes, masculi in masculos turpitudinem operantur ; similiter et femine immutant naturalem usum in eum qui est contra naturam, hoc ipsum inter se dampnabiliter facientes. Completo vero tam nefandissimo scelere et candelis iterum reaccensis singulisque in suo ordine constitutis, de obscuro scholarum angulo, quo non carent perditissimi hominum, quidam homo procedit a renibus sursum fulgens et sole clarior, sicut dicunt, deorsum hispidus sicut gattus, cuius fulgor illuminat totum locum. Tunc magister excerpens aliquid de veste novitii, fulgido illi dicit : « Magister, hoc mihi datum tibi do », illo fulgido respondente : « Bene mihi servisti pluries et melius servies ; tue committo custodie quod dedisti », et his dictis protinus evanescit. Corpus etiam Domini singulis annis in pascha de manu recipiunt sacerdotis et, illud ad domus suas in ore portantes, in latrinam proiciunt, in contumeliam Redemptoris. Ad hec infelicissimi omnium miserorum Gubernantem celestia pollutis labiis blasphemantes asserunt delirando celorum Dominum violenter contra iustitiam et dolose Luciferum in inferos detrusisse. In hunc etiam credunt miseri, et ipsum affirmant celestium conditorem, et adhuc ad suam gloriam precipitato Domino rediturum, per quem cum eodem et non ante ipsum se sperant eternam beatitudinem habituros. Omnia Deo placita non agenda fatentur et potius agenda que odit. Proh dolor! Quis unquam audivit talia ? Quis tam nefaria potuit cogitare ? Quis tantam poterit non abominari perfidiam ? Quis tante nequitie poterit non irasci ? Quis contra huiusmodi perditionis et proditionis filios poterit non accendi ? Ubi est zelus Moysis, qui una die idololatrarum viginti tria milia interfecit ? Ubi est zelus Phinees, qui iudeum cum Madianitide uno pugione confodit ? Ubi est zelus Elie, qui quadringentos et quinquaginta prophetas Baal ad torrentem Cison gladio interemit ? Ubi est Mathathie zelus, cuius furor secundum legis iudicium adeo est accensus, ut insiliens trucidaret iudeum immolantem idolis super aram ? Ubi est auctoritas Petri, qui in Ananiam et Saphiram, pro eo quod Spiritui sancto mentiri non timuerunt, exarsit ? Certe, si contra tales terra consurgeret et iniquitates ipsorum celi sidera revelarent et manifestarent eorum scelera toti mundo, ut non solum homines sed etiam ipsa elementa coniurarent in eorum excidium et ruinam ipsosque delerent de terre facie, non parcentes sexui vel etati, ut essent cunctis gentibus in opprobrium sempiternum, ultio de ipsis sumi non posset sufficiens sive digna. Ceterum, licet magna sit horum pestilentium contritio velut mare, scientes tamen quod non est abbreviata manus Domini, ut salvare non possit et excoquere ad purum scoriam eorundem et omne stannum auferre, compatiendo ex intimo cordis super contritione ipsorum prevalida, ne nobis valeat imputari quod eam circumligare correctionum fasciis neglexerimus et mansuetudinis oleo confovere, ac sperantes quoque ut Ille qui etiam iratus non desinit misereri non semper continebit sue pietatis viscera super eos, sed de illorum manu transferet calicem ire sue, circa correctionem eorum providimus laborandum.
Quia vero in ore vestro non est verbum Domini alligatum, qui, eo infundente gratie sue imbrem qui dat omnibus affluenter, potentes estis in opere ac sermone, discretionem vestram rogamus, monemus et hortamur in Domino ac in remissionem vobis iniungimus peccatorum quatinus sumatis resinam ad mitigandum dolorem et vulnera ipsorum sananda. Ite, angeli pacis, ad exhibendum eorum plage medelam et ad correctionem eorum diligenti sollicitudine ac sollicita diligentia laboretis. Quod si forte, ut ferrum per monitionem vestram extrahatur de vulnere, non fuerit desuper eis datum, et ipsorum computruerint adeo cicatrices, quod plaga ipsa quasi penitus desperata noluerint ad sinum matris Ecclesie prona mente redire, tantam et talem cautionem de conversione sua et perseverantia exponentes quod de recidivo ipsorum de cetero nullatenus sit verendum, quia in tam grandi et gravi morbo recurrendum est ad validiora remedia, ubi medicamenta levia non proficiunt, et apponendum ferrum et ignis vulneribus, que formentorum non sentiunt medicinam, putridis carnibus ne partem sinceram attrahant amputatis, advocetis contra eos, receptatores, defensores et fautores ipsorum spiritualis et materialis gladii potestatem, universos Christi fideles monentes attentius et efficaciter inducentes ut exurgentes in adiutorium Christi sui contra eos viriliter se accingant. Nos enim, de omnipotentis misericordia et beatorum apostolorum Petri et Pauli auctoritate confisi, ex illa quam nobis licet indignis Deus ligandi atque solvendi contulit potestate, omnibus vere penitentibus et confessis qui crucis assumpto caractere ad eorundem hereticorum exterminium se accinxerint, illam indulgentiam idque privilegium elargimur que accedentibus in Terre sancte subsidium conceduntur.
Quod si non omnes etc.
Datum Laterani, idibus iunii, anno septimo. »

## Édition critique
- Carl Rodenberg, Epistolae saeculi XIII e regestis pontificum Romanorum selectae, MGH, Berlin, Weidmann, 1883, p. 432 et suiv., accessible en ligne sur le site des MGH.
- APOSCRIPTA Database - Lettres des papes (CNRS/CIHAM), n. 666, online.

## Musique
- Vox in Rama est un motet à cinq voix, publié dans le recueil Il secondo libro de motetti (1581) par le compositeur franco-flamand Giaches de Wert (1535-1596), qui met en musique une partie du texte de la bulle papale.
- Vox in Rama a également été mis en musique par le compositeur polonais Mikołaj Zieleński (vers 1550-vers 1615) dans son Offertoria et communiones totius anni (1611).